# Erwin Schneider (horolezec)
Erwin Hermann Manfred Schneider (13. dubna 1906 Jáchymov – 18. srpna 1987  Lech am Arlberg), byl rakouský horolezec a kartograf.

## Prvovýstupy
výběr

### Asie
- Pik Lenina (7 134 m n. m.), 25. července 1928
- Ramtang Peak (7 150 m n. m.), 19. května 1930
- Nepal Peak (7 177 m n. m.), 24. května 1930
- Dodang Nyima Peak (7 200 m n. m.) květen/červen 1930
- Jongsang Ri (7 462 m n. m.), 3. června 1930 společně s Hermannem Hoerlinem

### Jižní Amerika
- Huascarán Sur (6 746 m n. m.), 20. července 1932, společně s: Wilhelm Bernard, Philipp Borchers, Erwin Hein a Hermann Hoerlin
- Chopicalqui (6 345 m n. m.), 3. srpna 1932, společně s Borchersem, Heinem a Hoerlinem
- Artesonraju (6 025 m n. m.), 19. srpna 1932, společně s Heinem
- Huandoy (6 395 m n. m.), 12. září 1932, společně s Heinem
- Copa (6 188 m n. m.), 26. září 1932, společně s Heinem
- Quitaraju (6 036 m n. m.), 17. června 1936, společně s Arnoldem Awerzgerem
- Pucajirca Sur (6 039 m n. m.), 1. července 1936, sólovýstup
- Siula Grande (6 344 m n. m.), 28. července 1936, společně s Awerzgerem
- Rasac (6 017 m n. m.), 1936 sólo